# Home Free
Home Free és un grup d'estil country a cappella (no fan servir instruments) originari d'Amèrica. Està compost per cinc vocalistes: Austin Brown, Rob Lundquist, Adam Rupp, Tim Foust i Adam Chance. Van començar com a grup per a espectacles concrets, però actualment ja han arribat a fer fins a 200 concerts en un any als Estats Units.
El 2013, Home Free va guanyar la quarta edició del «The Sing-Off» de la cadena nord-americana NBC. Un concurs televisiu per on han passat altres grups semblants com Pentatonix, tot i que aquests darrers ja tenen força més fama mundial. Per endur-se la primera posició del «The Sing-Off», van competir durant setmanes per acabar cantant un arranjament de l'autor estatunidenc Hunter Hayes, titulat «I want crazy», com a última i definitiva cançó, que els va permetre guanyar 100.000 dòlars i un contracte d'enregistrament amb la productora Sony.
El primer àlbum de Home Free es va poder sentir per primer cop el 14 de gener de 2014. Amb 11 cançons, es va titular «Crazy Life», i es va posar a la venda física el 18 de febrer del mateix any.

## Història
Home Free es va formar l'any 2000 a Mankato, Minnesota, als Estats Units, quan alguns dels membres d'aleshores encara eren adolescents. Actualment només es conserva un dels 5 membres fundadors, Adam Rupp. Els 5 fundadors van ser els germans Adam i Chris Rupp, Matt Atwood, Darren Scruggs i Dan Lemke, i el nom del grup venia del nom del vaixell de què era propietari l'avi de Matt Atwood. Així, el grup va començar com un hobbie per als membres, però al llarg del temps han anat guanyant experiència i popularitat, fins que el 2007 van assolir un nombre prou alt de seguidors com per dedicar-se a la música com a feina per a guanyar-se la vida. En aquest període, els germans Rupp i l'Atwood van formar el cor del grup, amb l'Atwood fent de tenor baix. Els altres membres anaven i venien. Rob Lunquist, l'actual tenor del grup, s'hi va incorporar el 2008.
La figura que més costava de trobar era la d'un baix. Al llarg de la història de Home Free han estat baixos Chris Foss, el 2007; Elliott Robinson, el 2008; i Troy Horne, el 2009. L'actual baix de Home Free, Tim Foust, va cantar amb el grup per primer cop el 2010, però només com a convidat. Per suplir-lo s'hi va incorporar Matthew Tuey durant el 2011, fins que el gener de 2012 Tim Foust hi va tornar per a quedar-s'hi.
Més tard, el 2012, Austin Brown treballava al creuer Royal Caribbean com a solista destacat en els espectacles que muntava el mateix creuer. I quan Home Free també va ser contractat per a actuar al creuer, grup i solista van fer amistat. Brown fins i tot va demanar a Home Free que comptés amb ell per a alguna actuació. Llavors, l'aleshores solista del grup, Matt Atwood, qui s'havia casat l'any anterior, va anunciar la seva marxa del grup per la incompatibilitat que suposava les actuacions amb la vida familiar que esperava, amb l'arribada del seu fill. Finalment, Austin Brown va entrar a Home Free el 2012 com a tenor, i el 2013 es va fer oficial el seu fitxatge com a solista.
A banda dels actuals membres, Home Free també ha aconseguit importants col·laboracions amb artistes nord-americans de renom. En són exemple Kenny Rogers, en la cançó «Children Go Where I Send Thee» (inclòs en un àlbum nadalenc); i també el baix del grup Pentatonix, Avi Kaplan, en la cançó «The Ring Of Fire» (de l'àlbum «Crazy Life").
Malauradament, un dels germans fundadors, Chris Rupp, va anunciar la seva marxa de Home Free el 8 de maig de 2016, per dedicar-se plenament a la seva carrera en solitari. Actualment també col·labora al grup 7th Ave. Per tal de suplir la marxa del fundador, va aparèixer Adam Chance, cantant, llavors, de l'"Street Corner Symphony".

## L'estil i la formació de Home Free
Tots 5 membres de Home Free tenen una formació musical alta i qualificada. Rob Lundquist i Adam Rupp (també Chris Rupp) tenen el títol superior de música nord-americà. El beatboxer (qui imita els sons d'una bateria o caixa de sons amb la boca), Adam Rupp, té la trompeta com a instrument principal, però també sap tocar el teclat, el baix, i, òbviament, la bateria.
Musicalment parlant, Home Free està estructurat com un quartet tradicional: un tenor principal, dues veus harmòniques i un baix, a més de la percussió amb la figura del beatboxer. El tenor principal és l'Austin Brown, qui fa la majoria de solos. L'altre tenor és el Rob Lundquist, i el bariton és l'Adam Chance. Tim Foust s'encarrega dels baixos, mentre l'Adam és el percussionista a través del beatbox. Així, l'Austin Brown canta la majoria dels solos, és molts cops el protagonista de la cançó, però la resta de membres també tenen cançons on lluir-se com a solistes.
Finalment, cal destacar que des de la seva arribada, Tim Foust i Austin Brown han esdevingut vertaders puntals a l'hora d'escriure i arranjar les peces del grup.
L'estil de Home Free, com hem comentat, es defineix com a country a cappella. Però aquesta etiqueta de country, en realitat, és relativament nova. Abans de l'arribada de Tim Foust al grup, Home Free es definia com una formació de tota classe d'estils, on el country n'era un de minoritari.
El motiu country del grup va arribar amb la quarta edició del concurs televisiu «The Sing-Off», on van participar. No era la primera vegada que hi actuaven, però sí la primera que ho feien plenament com a grup country. Amb aquesta nova etiqueta i canvi de plantejament van veure que l'audiència responia molt millor i van decidir quedar-s'hi.

## Discografia

### Àlbums
| Títol                                       | Detalls | Posició a les llistes | Posició a les llistes | Vendes       |
| Títol                                       | Detalls | US Country            | US                    | Vendes       |
| ------------------------------------------- | --- | --------------------- | --------------------- | ------------ |
| From the Top                                | - Llançat el 17 de juliol de 2007 - Segell: Home Free - Chris Rupp, Adam Rupp, Matt Atwood, Joe Fine                              | -                     | -                     | -            |
| Kickin It Old School                        | - Llançat el 30 de març de 2009 - Segell: Home Free - Chris Rupp, Adam Rupp, Matt Atwood, Rob Lundquist, Elliott Robinson         | -                     | -                     | -            |
| Christmas Vol 1                             | - Llançat el 30 de març de 2010 - Segell: Home Free - Chris Rupp, Adam Rupp, Matt Atwood, Rob Lundquist, Elliott Robinson         | -                     | -                     | -            |
| Christmas Vol 2                             | - Llançat el 18 de gener de 2010 - Segell: Home Free - Chris Rupp, Adam Rupp, Matt Atwood, Rob Lundquist, Elliott Robinson        | -                     | -                     | -            |
| Live from the Road                          | - Llançat el 17 de juliol de 2012 - Segell: Home Free Studios - Chris Rupp, Adam Rupp, Matt Atwood, Rob Lundquist, Tim Foust      | -                     | -                     | -            |
| Crazy Life                                  | - Llançat 13 de gener de 2014 - Segell: Columbia Records - Chris Rupp, Adam Rupp, Austin Brown, Rob Lundquist, Tim Foust          | 8                     | 40                    | - US: 71.800 |
| Full of Cheer                               | - Llançat el 27 d'octubre de 2014 - Segell: Sony - Chris Rupp, Adam Rupp, Austin Brown, Rob Lundquist, Tim Foust                  | 12                    | 65                    | - US: 85.500 |
| Country Evolution                           | - Llançat el 18 de setembre de 2015 - Segell: Sony - Chris Rupp, Adam Rupp, Austin Brown, Rob Lundquist, Tim Foust                | 4                     | 46                    | - US: 63.200 |
| Full of (Even More) Cheer                   | - Llançat l'11 de novembre de 2016 - Segell: Columbia Records - Adam Rupp, Adam Chance, Brown, Lundquist, Tom Foust, Austin Brown | 2                     | 36                    | - US: 38.500 |
| Timeless                                    | - Llançat el 22 de setembre de 2017 - Segell: Columbia Records - Adam Rupp, Adam Chance, Austin Brown, Rob Lundquist, Tim Foust   | 3                     | 28                    | - US: 23.900 |
| Dive Bar Saints                             | 2019 |                       |                       |              |
| Warmest Winter                              | 2020 |                       |                       |              |
| "--» vol dir que no va entrar a les llistes | |                       |                       |              |

## L'augment de popularitat, a partir dels «shows"
A diferència d'altres grups d'altres estils, Home Free, com la majoria de formacions a cappella dels Estats Units, basa el seu dia a dia i la seva popularitat en els shows, els concerts. Amb un directe súper potent i una posada en escena cada vegada més perfeccionada i imponent, Home Free arriba a fer uns 4 o 5 concerts cada setmana per ciutats de diferents estats dels Estats Units.
Des de 2014 fins a 7 gires els han dut a recórrer moltes ciutats importants del món, no només dels Estats Units. Després de guanyar el «The Sing-Off», van iniciar la gira «Crazy Life Tour» (2014). Més tard, per Nadal, va sortir a la venda el seu disc «Full Of Cheer» (2014-15), que els va portar a fer la gira del mateix nom aquell mateix Nadal. Després, van continuar amb l'any amb l'"Spring Tour» (2015).
Tant el 2016 com el 2017, Home Free ha ofert el seu «A Country Christmas Tour», on barregen cançons del seu àlbum «Full Of Cheer» amb altres èxits del moment.

### Primera excursió
No va ser fins al gener 2016, amb el gir «Don't It Feel Good Tour» començat a la darreria de 2015), que van sortir dels Estats Units per primer cop. El 27 de gener de 2016 van fer un concert a Birmingham. Aquell va ser el primer «show» que van fer a Europa, i s'emmarcava en una excursió britànica que també els va portar a Londres, Escòcia i quasi a Dublín (tenien programat un concert que van haver de suspendre per causes meteorològiques). Així va ser com van comprovar el potencial que tenien també a l'altra banda de l'Atlàntic. Totes les parades d'aquesta excursió van ser un èxit. A Londres hi van actuar en el marc del London A Cappella Festival, un dels festivals de música vocal més importants d'Europa.

### Breu visita a Europa
El setembre de 2016 també van actuar al Festival Europeu de Country, que se celebra cada any a Tirol, Àustria, on van acabar el seu concert anunciant que estaven preparant el seu retorn a Europa amb noves parades fora del Regne Unit.
Poc després, el gener de 2017 van tornar a actuar al London A Cappella Festival per segona vegada. En aquest sentit, van haver d'afegir un altre show a causa de l'alta demanda. Les entrades pel concert de dissabte 28 de gener de 2017 a les 13h es van esgotar en una tarda, i per això van afegir un segon concert a les 16h. A més de Londres, Home Free també va fer les mateixes parades al Regne Unit que l'any anterior.

### Segona excursió
Tal com havien anunciat des d'Àustria, a principis de maig de 2017 van tornar a Europa en diversos concerts que no s'emmarcaven en cap gira, i que els van portar cap a Bleiburg, Àustria; Utrecht, Països Baixos; i finalment Girona, Catalunya (Espanya).
El concert de Girona, del 13 de maig de 2017, va ser el primer concert que Home Free va oferir a l'estat espanyol, i de moment ha estat l'únic. Es va fer a les 21h a la Sala Montsalvatge de l'Auditori de Girona, en el marc del Girona A Cappella Festival, que complementa cada any el Girona Temps de Flors. Hi van assistir al voltant d'unes 300 persones, i el gruix de les entrades estaven venudes des de feia mesos, mentre les darreres es van vendre en les últimes hores. Al final del concert van anunciar que els encantaria repetir a Girona, però de moment encara no s'ha materialitzat.